# VW EA888
Der VW EA888 (EA = Entwicklungsauftrag) oder auch modularer Ottomotorbaukasten ist eine Ottomotoren-Baureihe der Volkswagen AG/Audi AG mit vier Zylindern, die federführend von Audi entwickelt wurde. Die Motorengeneration wird seit 2007 in verschiedenen Fahrzeugen des Volkswagenkonzerns verwendet. Sie ist der Nachfolger der EA113-Baureihe. Der Motor ist in den Modellen der GTI-Serie ab Golf VI eingebaut, ebenso in verschiedenen Audi-Modellen, darunter im Audi A1, A3, A4, A5, A6, Q5, Q7 sowie im Audi S3.
Ein wesentlicher Unterschied zur Vorgänger-Baureihe EA113 ist die von 4,0 mm auf 3,5 mm reduzierte Zylinderwandstärke. Die Nockenwelle wird über eine Steuerkette angetrieben anstelle eines Zahnriemens wie im EA113. Der Durchmesser der Hauptlager der Kurbelwelle wurde von 52 mm auf 48 mm reduziert.
Der VW EA888 wird seit 2020 in der vierten Generation produziert. Die Motoren der ersten und zweiten Generation erfüllten hauptsächlich die Euro-5-Norm und teilweise auch nur die Euro-4-Norm, Motoren der dritten Generation Euro 6 und die vierte Generation die aktuell strengste Norm Euro 6d-ISC-FCM. Seit der dritten Generation werden Steuergeräte von Vitesco (ehemals Continental Powertrain) neben denen von Bosch verwendet. Für die Leistungsstufe LK1 wird eine Bosch-Steuerung verwendet, für die Stufen LK2 und LK3 eine von Vitesco. Ebenso gab es in der evoGen-3-Version Ausführungen mit kombinierter Direkt- und Multi-Point-Einspritzung für die Normen Euro 6b (W) und Euro 6c (ZD) ab Modelljahr 2018 für Länder mit Schlechtkraftstoffabsicherung wie Südafrika, Russland und Emirate-Länder.

## Technische Daten

### 1. und 2. Generation (2007–2011)
|                        | 1.8 (88 kW)                        | 1.8 (118 kW)                        | 1.8 (88 kW)                   | 1.8 (112 kW)                        | 1.8 (118 kW)                                   | 2.0 (147 kW)                                                    | 2.0 (155 kW)                                      | 2.0 (155 kW)                        |
| ---------------------- | ---------------------------------- | ----------------------------------- | ----------------------------- | ----------------------------------- | ---------------------------------------------- | --------------------------------------------------------------- | ------------------------------------------------- | ----------------------------------- |
| Generation             | Generation 1                       | Generation 1                        | Generation 2                  | Generation 2                        | Generation 2                                   | Generation 2                                                    | Generation 2                                      | Generation 2                        |
| Motorkennbuchstaben    | CABA                               | BYT                                 | CDHA                          | CDAB                                | CDAA, CDHB                                     | CCZA, CAWB                                                      | CCZB                                              | CAEB, CESA                          |
| Produktionszeitraum    | 2007–2008                          | 2007–2008                           | 2008–2011                     | 2008–2011                           | 2008–2011                                      | 2008–2010 (CCZA bis 2011)                                       | 2009–2014                                         | 2008–2011                           |
| Anzahl Ventile         | 16                                 | 16                                  | 16                            | 16                                  | 16                                             | 16                                                              | 16                                                | 16                                  |
| Hubraum                | 1798 cm3                           | 1798 cm3                            | 1798 cm3                      | 1798 cm3                            | 1798 cm3                                       | 1984 cm3                                                        | 1984 cm3                                          | 1984 cm3                            |
| Bohrung × Hub          | 82,5 mm × 84,1 mm                  | 82,5 mm × 84,1 mm                   | 82,5 mm × 84,1 mm             | 82,5 mm × 84,1 mm                   | 82,5 mm × 84,1 mm                              | 82,5 mm × 92,8 mm                                               | 82,5 mm × 92,8 mm                                 | 82,5 mm × 92,8 mm                   |
| Verdichtungsverhältnis | 9,6:1                              | 9,6:1                               | 9,6:1                         | 9,6:1                               | 9,6:1                                          | 11,0:1                                                          | 11,0:1                                            | 11,0:1                              |
| Turbolader             | BorgWarner KKK K03                 | BorgWarner KKK K03                  | BorgWarner KKK K03            | BorgWarner KKK K03                  | BorgWarner KKK K03                             |                                                                 |                                                   |                                     |
| Abgasreinigung         | Katalysator                        | Katalysator                         | Katalysator                   | Katalysator                         | Katalysator                                    | Katalysator                                                     | Katalysator                                       | Katalysator                         |
| max. Leistung          | 88 kW (120 PS) bei 4000–6200 min−1 | 118 kW (160 PS) bei 4500–6200 min−1 | 88 kW (120 PS) bei 3650 min−1 | 112 kW (152 PS) bei 4300–6200 min−1 | 118 kW (160 PS) bei 4500–6200 min−1            | 147 kW (200 PS) bei 5100–6000 min−1                             | 155 kW (211 PS) bei 5300–6200 min−1               | 155 kW (211 PS) bei 4300–6200 min−1 |
| max. Drehmoment        | 230 Nm bei 1500–3650 min−1         | 250 Nm bei 1500–4500 min−1          | 230 Nm bei 1500 min−1         | 250 Nm bei 1500–4200 min−1          | 250 Nm bei 1500–4500 min−1                     | 280 Nm bei 1700–5000 min−1                                      | 280 Nm bei 1700–5200 min−1                        | 350 Nm bei 1600–4200 min−1          |
| Modelle (Auswahl)      | Audi A4 B8                         | Audi A3 8P, Seat Leon II            | Audi A4 B8, Seat Exeo         | Škoda Yeti                          | Audi A3 8P, VW Golf VI, Audi A4 B8, Audi A5 8T | VW Tiguan I, VW Passat B6, VW Scirocco III, Skoda Octavia II RS | VW Golf VI GTI, VW CC, VW Tiguan, Seat Leon II FR | Audi A5 8T                          |

### 3. Generation (2011–2020)
|                        | 1.8 (125 kW)                        | 1.8 (132 kW)                          | 1.8 (141 kW)                        | 2.0 (140 kW) 1                      | 2.0 (162 kW)                                      | 2.0 (169 kW)                                      | 2.0 (180 kW)                                      | 2.0 (195 kW)                                   | 2.0 (213 kW)                             | 2.0 (221 kW)                                                                    | 2.0 (221 kW)                                                                    | 2.0 (228 kW)                                                                    |
| ---------------------- | ----------------------------------- | ------------------------------------- | ----------------------------------- | ----------------------------------- | ------------------------------------------------- | ------------------------------------------------- | ------------------------------------------------- | ---------------------------------------------- | ---------------------------------------- | ------------------------------------------------------------------------------- | ------------------------------------------------------------------------------- | ------------------------------------------------------------------------------- |
| Motorkennbuchstaben    | CJEB                                | CJSA                                  | DAJA, DAJB                          | CZPB / CVKB                         | CHHB, CULC                                        | CHHA                                              | DLBA, DKTB                                        | CJXE                                           | CJXH, DNUC                               | CJXC                                                                            | DNUE                                                                            | CJXG, DJHA                                                                      |
| Produktionszeitraum    | 2011–2018                           | 2013–2018                             | 2014–2019                           | 2016–2018                           | 2013–2018                                         | 2013–2018                                         | 2017–2020                                         | 2014–2017                                      | 2014–2020                                | 2011–2017                                                                       | 2018–2020                                                                       | 2016–2018                                                                       |
| Anzahl Ventile         | 16                                  | 16                                    | 16                                  | 16                                  | 16                                                | 16                                                | 16                                                | 16                                             | 16                                       | 16                                                                              | 16                                                                              | 16                                                                              |
| Hubraum                | 1798 cm3                            | 1798 cm3                              | 1798 cm3                            | 1984 cm3                            | 1984 cm3                                          | 1984 cm3                                          | 1984 cm3                                          | 1984 cm3                                       | 1984 cm3                                 | 1984 cm3                                                                        | 1984 cm3                                                                        | 1984 cm3                                                                        |
| Bohrung × Hub          | 82,5 mm × 84,1 mm                   | 82,5 mm × 84,1 mm                     | 82,5 mm × 84,1 mm                   | 82,5 mm × 92,8 mm                   | 82,5 mm × 92,8 mm                                 | 82,5 mm × 92,8 mm                                 | 82,5 mm × 92,8 mm                                 | 82,5 mm × 92,8 mm                              | 82,5 mm × 92,8 mm                        | 82,5 mm × 92,8 mm                                                               | 82,5 mm × 92,8 mm                                                               | 82,5 mm × 92,8 mm                                                               |
| Verdichtungsverhältnis | 9,6:1                               | 9,6:1                                 | 9,6:1                               | 9,6:1                               | 9,6:1                                             | 9,6:1                                             | 9,6:1                                             | 9,3:1                                          | 9,3:1                                    | 9,3:1                                                                           | 9,3:1                                                                           | 9,3:1                                                                           |
| Turbolader             | IHI IS12                            | IHI IS12                              | IHI IS12                            | IHI IS20                            | IHI IS20                                          | IHI IS20                                          | IHI IS20                                          | IHI IS38                                       | IHI IS38                                 | IHI IS38                                                                        | IHI IS38                                                                        | IHI IS38                                                                        |
| Abgasreinigung         | Katalysator                         | Katalysator                           | Katalysator                         | Katalysator                         | Katalysator                                       | Katalysator                                       | Katalysator, Ottopartikelfilter 2                 | Katalysator                                    | Katalysator, Ottopartikelfilter 2        | Katalysator                                                                     | Katalysator, Ottopartikelfilter                                                 | Katalysator                                                                     |
| max. Leistung          | 125 kW (170 PS) bei 3800–6200 min−1 | 132 kW (180 PS) bei 5100–6200 min−1   | 141 kW (192 PS) bei 4200–6200 min−1 | 140 kW (190 PS) bei 4200–6000 min−1 | 162 kW (220 PS) bei 4500–6200 min−1               | 169 kW (230 PS) bei 4700–6200 min−1               | 180 kW (245 PS) bei 5000–6200 min−1               | 195 kW (265 PS) bei 5350–6600 min−1            | 213 kW (290 PS) bei 5000–6800 min−1      | 221 kW (300 PS) bei 5500–6200 min−1                                             | 221 kW (300 PS) bei 5500–6200 min−1                                             | 228 kW (310 PS) bei 5500–6200 min−1                                             |
| max. Drehmoment        | 320 Nm bei 1400–3700 min−1          | 250 Nm bei 1250–5000 min−1            | 320 Nm bei 1450–4200 min−1          | 320 Nm bei 1500–4180 min−1          | 350 Nm bei 1500–4400 min−1                        | 350 Nm bei 1500–4600 min−1                        | 370 Nm bei 1600–4300 min−1                        | 350 Nm bei 1700–5300 min−1                     | 370 Nm bei 1600–4300 min−1               | 380 Nm bei 1800–5500 min−1                                                      | 400 Nm bei 2000–5200 min−1                                                      | 400 Nm bei 2000–5400 min−1                                                      |
| Modelle (Auswahl)      | Audi A5 8T Audi A4 B8 (8K5)         | Audi A3 8V, Seat Leon III, Audi TT 8S | VW Polo 6C, Seat Ibiza Cupra 6p     | Audi A3 8V, Audi A4 B9, VW Arteon   | VW Golf VII GTI, Škoda Octavia III RS, Audi TT 8S | VW Golf VII GTI, Škoda Octavia III RS, Audi TT 8S | VW Golf VII GTI, Škoda Octavia III RS, Audi TT 8S | VW Golf VII GTI Clubsport, Seat Leon Cupra 265 | VW Golf VII GTI TCR, Seat Leon Cupra 290 | VW Golf VII R, VW T-Roc R, Audi S3 8V, Seat Leon Cupra 300, Audi TTS, VW Arteon | VW Golf VII R, VW T-Roc R, Audi S3 8V, Seat Leon Cupra 300, Audi TTS, VW Arteon | VW Golf VII R, VW T-Roc R, Audi S3 8V, Seat Leon Cupra 300, Audi TTS, VW Arteon |

### 4. Generation (seit 2020)
Der EA888 wird seit der vierten Generation nur noch als 2.0 TSI bzw. 2.0 TFSI produziert.
|                        | 2.0 (140 kW)                                         | 2.0 (110 kW)                        | 2.0 (140 kW)                                                                            | 2.0 (150 kW)                        | 2.0 (150–152 kW)                                    | 2.0 (180 kW)                                                                                      | 2.0 (195 kW) | 2.0 (206 kW)                              | 2.0 (221 kW)                                                                   | 2.0 (228 kW)                              | 2.0 (235 kW)                                               | 2.0 (245 kW) |
| ---------------------- | ---------------------------------------------------- | ----------------------------------- | --------------------------------------------------------------------------------------- | ----------------------------------- | --------------------------------------------------- | ------------------------------------------------------------------------------------------------- | --- | ----------------------------------------- | ------------------------------------------------------------------------------ | ----------------------------------------- | ---------------------------------------------------------- | --- |
| Motorkennbuchstaben    | DKZA, DNNA                                           | DLVB                                | DRFA                                                                                    | DNND                                | DMSA                                                | DNPA                                                                                              | DMTA, DPAA, DPVA, DPUA, DRYA | DNFE                                      | DNFC                                                                           | DNFB                                      | DNFG                                                       | DNFF |
| Variante (Entwicklung) | LK1                                                  | LK1                                 | LK1                                                                                     | LK1                                 | LK1                                                 | LK2                                                                                               | LK2 | LK3                                       | LK3                                                                            | LK3                                       | LK3                                                        | LK3 |
| Motorsteuergerät       | Bosch                                                | Bosch                               | Bosch                                                                                   | Bosch                               | Bosch                                               | Vitesco (ehemals Continental Powertrain)                                                          | Vitesco (ehemals Continental Powertrain) | Vitesco (ehemals Continental Powertrain)  | Vitesco (ehemals Continental Powertrain)                                       | Vitesco (ehemals Continental Powertrain)  | Vitesco (ehemals Continental Powertrain)                   | Vitesco (ehemals Continental Powertrain)                                                                                          |
| Produktionszeitraum    | 2019–                                                | 2020–                               | 2020–                                                                                   | 2020–                               | 2020–                                               | 2020–                                                                                             | 2020– | 2020–                                     | 2020–                                                                          | 2020–                                     | 2020–                                                      | 2020– |
| Anzahl Ventile         | 16                                                   | 16                                  | 16                                                                                      | 16                                  | 16                                                  | 16                                                                                                | 16 | 16                                        | 16                                                                             | 16                                        | 16                                                         | 16 |
| Hubraum                | 1984 cm3                                             | 1984 cm3                            | 1984 cm3                                                                                | 1984 cm3                            | 1984 cm3                                            | 1984 cm3                                                                                          | 1984 cm3 | 1984 cm3                                  | 1984 cm3                                                                       | 1984 cm3                                  | 1984 cm3                                                   | 1984 cm3 |
| Bohrung × Hub          | 82,5×92,8 mm                                         | 82,5×92,8 mm                        | 82,5×92,8 mm                                                                            | 82,5×92,8 mm                        | 82,5×92,8 mm                                        | 82,5×92,8 mm                                                                                      | 82,5×92,8 mm | 82,5×92,8 mm                              | 82,5×92,8 mm                                                                   | 82,5×92,8 mm                              | 82,5×92,8 mm                                               | 82,5×92,8 mm |
| Verdichtungsverhältnis | 12,2:1                                               |                                     | 12,2:1                                                                                  | 12,2:1                              | 12,2:1                                              | 9,6:1                                                                                             | | 9.3:1                                     | 9.3:1                                                                          | 9.3:1                                     | 9.3:1                                                      | 9.3:1 |
| Turbolader             | Continental                                          | Garrett                             | Garrett                                                                                 | Garrett                             | Garrett                                             | Garrett                                                                                           | Garrett | Continental                               | Continental                                                                    | Continental                               | Continental                                                | Continental |
| Abgasreinigung         | Katalysator, Ottopartikelfilter                      | Katalysator, Ottopartikelfilter     | Katalysator, Ottopartikelfilter                                                         | Katalysator, Ottopartikelfilter     | Katalysator, Ottopartikelfilter                     | Katalysator, Ottopartikelfilter                                                                   | Katalysator, Ottopartikelfilter | Katalysator, Ottopartikelfilter           | Katalysator, Ottopartikelfilter                                                | Katalysator, Ottopartikelfilter           | Katalysator, Ottopartikelfilter                            | Katalysator, Ottopartikelfilter                                                                                                   |
| max. Leistung          | 140 kW (190 PS) bei 4200–6000 min                    | 110 kW (150 PS) bei 3900–6000 min−1 | 140 kW (190 PS) bei 4200–6000 min−1                                                     | 152 kW (207 PS) bei 4600–6000 min−1 | 150 kW–152 kW (204–207 PS) bei 4400–6000 min−1      | 180 kW (245 PS) bei 5000–6500 min−1                                                               | 195 kW (265 PS) bei 5259–6500 min−1 | 206 kW (280 PS) bei 5000–6500 min−1       | 221 kW (300 PS) bei 5300–6600 min−1                                            | 228 kW (310 PS) bei 5450–6500 min−1       | 235 kW (320 PS) bei 5200–6600 min−1                        | 245 kW (333 PS) bei 5600–6500 min−1                                                                                               |
| max. Drehmoment        | 320 Nm bei 1500–4100 min                             | 270 Nm bei 1300–3850 min−1          | 320 Nm bei 1500–4100 min−1                                                              | 320 Nm bei 1500–4500 min−1          | 320 Nm bei 1450–4500 min−1                          | 370 Nm bei 1600–4300 min−1                                                                        | 370 Nm bei 1600–4500 min−1 | 400 Nm bei 2000–4900 min−1                | 400 Nm bei 2000–5300 min−1                                                     | 400 Nm bei 2000–5450 min−1                | 420 Nm bei 2100–5550 min−1                                 | 420 Nm bei 2100–5500 min−1 |
| Modelle (Auswahl)      | Škoda Superb III VW Arteon VW Golf VIII SEAT Tarraco | Audi A4 B9, Audi A5 F5, Audi A5 B10 | Audi A3 8Y, VW Golf VIII, Seat Leon III, Seat Leon IV, Škoda Octavia IV, Škoda Kodiaq I | Audi A5 B10, Škoda Octavia IV       | Audi A1 GB, Audi A5 F5, VW Polo VI GTI, Audi A5 B10 | VW Golf VIII GTI, VW Tiguan II, Cupra Leon, Škoda Octavia IV RS, Škoda Kodiaq RS, Cupra Formentor | Audi A6 C8, Audi Q5 FY, Audi A4 B9, Audi A5 F5, Cupra Formentor (Facelift), Cupra Terramar, Porsche Macan, Škoda Kodiaq II RS, Škoda Oktavia IV RS (Facelift), Škoda Superb IV, VW Golf VIII GTI (Facelift), VW Passat B9, VW Tiguan III | VW Passat B8, Škoda Superb III, VW Arteon | Audi SQ2 (GA), VW Golf VIII GTI Clubsport, VW T-Roc R, Cupra Ateca, Cupra Leon | Audi S3 (8Y), Cupra Leon, Cupra Formentor | Audi TTS (FV), VW Golf VIII R, VW Tiguan II R, VW Arteon R | Audi S3 (8Y) (Facelift), VW Golf VIII R 20 Years, VW Golf VIII R (Facelift), Cupra Formentor (Facelift), Cupra Leon SP (Facelift) |

Quellen: 

## Teilweise erhöhter Ölverbrauch
Bei den ersten Motoren vom Modell EA888 wurden unterdimensionierte Ölabstreifringe verbaut. Die geringe Dimensionierung soll gewählt worden sein, um die Reibung niedrig zu halten. Die Ölabstreifringe dienen der Rückführung von Öl- und Verbrennungsrückständen aus dem Zylinder, bei den unterdimensionierten Ringen jedoch können diese Substanzen nicht vollständig abgeführt werden. Sie verbleiben teilweise im Brennraum und die Bohrungen der Ölabstreifringe verkoken – ein deutlicher Anstieg des Ölverbrauchs ab 40.000 bis 70.000 km ist die Folge. Er kann auf mehr als einen Liter pro tausend Kilometer ansteigen; teilweise wird auch von wesentlich höheren Verbräuchen berichtet.
Zur Behebung des Problems werden unterschiedliche Lösungen angeboten. Teils werden die Ölabstreifringe durch andere Modelle ausgetauscht. Teilweise werden die Bohrungen der vorhandenen Ölabstreifringe vergrößert. Es können auch die gesamten Kolben ausgetauscht werden, dann ist jedoch auch ein Austausch der Pleuelstangen erforderlich. Die Kosten werden zwischen EUR 2.500 und EUR 6.500 angegeben. Es wird empfohlen, im Zuge dieser Reparatur auch die Steuerkette und den Kettenspanner zu erneuern, da die betroffenen Motoren zu Schäden an diesen Elementen mit erheblichen Folgeschäden neigen.
Es gibt abweichende Berichte, wie lange die unterdimensionierten Ölabstreifringe eingesetzt wurden. Zunächst wurde die Zeit von 2008 bis Mitte 2011 genannt. Nach späteren Berichten soll erst bei Modellen ab dem Jahr 2015 ein wesentlich verbesserter Ölabstreifring eingesetzt worden sein.
Das Oberlandesgericht Stuttgart bewertete in einem Urteil aus dem Jahr 2017 einen Ölverbrauch von knapp einem Liter auf tausend Kilometer bei einem betroffenen Motor der Baureihe VW EA888 als Sachmangel; der Käufer – ein Verbraucher – konnte wirksam vom Kaufvertrag zurücktreten und der Händler musste das Fahrzeug gegen Rückerstattung des Kaufpreises zurücknehmen.